# 乔治·鲍曼
乔治·鲍曼（Georg Baumann，1892年9月1日—早於1933年2月19日）是一名爱沙尼亚摔跤手，曾代表俄罗斯帝国參加比賽，并且他還曾奪得古典式摔跤比賽的世界冠军。

## 生平
他曾參加1912年夏季奥林匹克运动会，不過由於不敵埃米尔·韦雷和阿尔弗雷德·萨洛宁而被淘汰。
1913年，他奪得1913年世界摔跤锦标赛轻量级冠军。同年，他在俄罗斯奥运会上奪得金牌，他還被授予波罗的海国家最佳业余摔跤手的稱號。乔治·鲍曼一度被曝出於第一次世界大战期間被杀，但也有來源表示其於1922年移居中国，並且成為了一名马戏团演员，期間他依舊是一位摔跤手。